# Station Cieplewo
Station Cieplewo is een spoorwegstation in de Poolse plaats Cieplewo.